# Прилепське королівство
Прилепське королівство (серб. Прилепско краљевство, мак. Прилепско кралство) — середньовічна держава на території сьогоднішньої Північної Македонії зі столицею у місті Прилеп. Виникла в 1371 році після розпаду Сербського царстваз.

## Історія
Правителем Прилепа був знатний сербський воєначальник Вукашин Мрнявчевич, який з 1350 року був жупаном Прилепа. Після смерті царя Стефана Душана в 1355 році Вукашин підтримав царя Стефана Слабого (Уроша), який подарував йому титул деспота. У 1365 році цар Урош проголосив його співправителем і сербським королем. 
Вукашин Мрнявчевч загинув в битві проти турків-османів у 1371 році і корону отримав його старший син Марко Мрнявчевч, відомий в історії як Королевич Марко. При Маркові територія королівства стала швидко скорочуватися. Господар Зети Джурадж I Балшич захопив міста Призрен і Печ. Князь Сербії Лазар Хребелянович захопив Приштину. У 1377 році сербський князь Вук Бранкович підпорядкував Скоп'є, а дворянин албанського походження Андрей Гропа оголосив себе незалежним правителем в Охриді.
Під владою Марко Мрнявчевича залишилося тільки місто Прилеп з прилеглими околицями. Марко Мрнявчевич змушений був визнати себе васалом Османської імперії. 17 травня 1395 року Марко Мрнявчевич воював в складі османської армії проти волохів в битві при Ровіні, де і загинув.  Після його смерті королівство було повністю захоплене султаном Баязидом I.